# Inge King

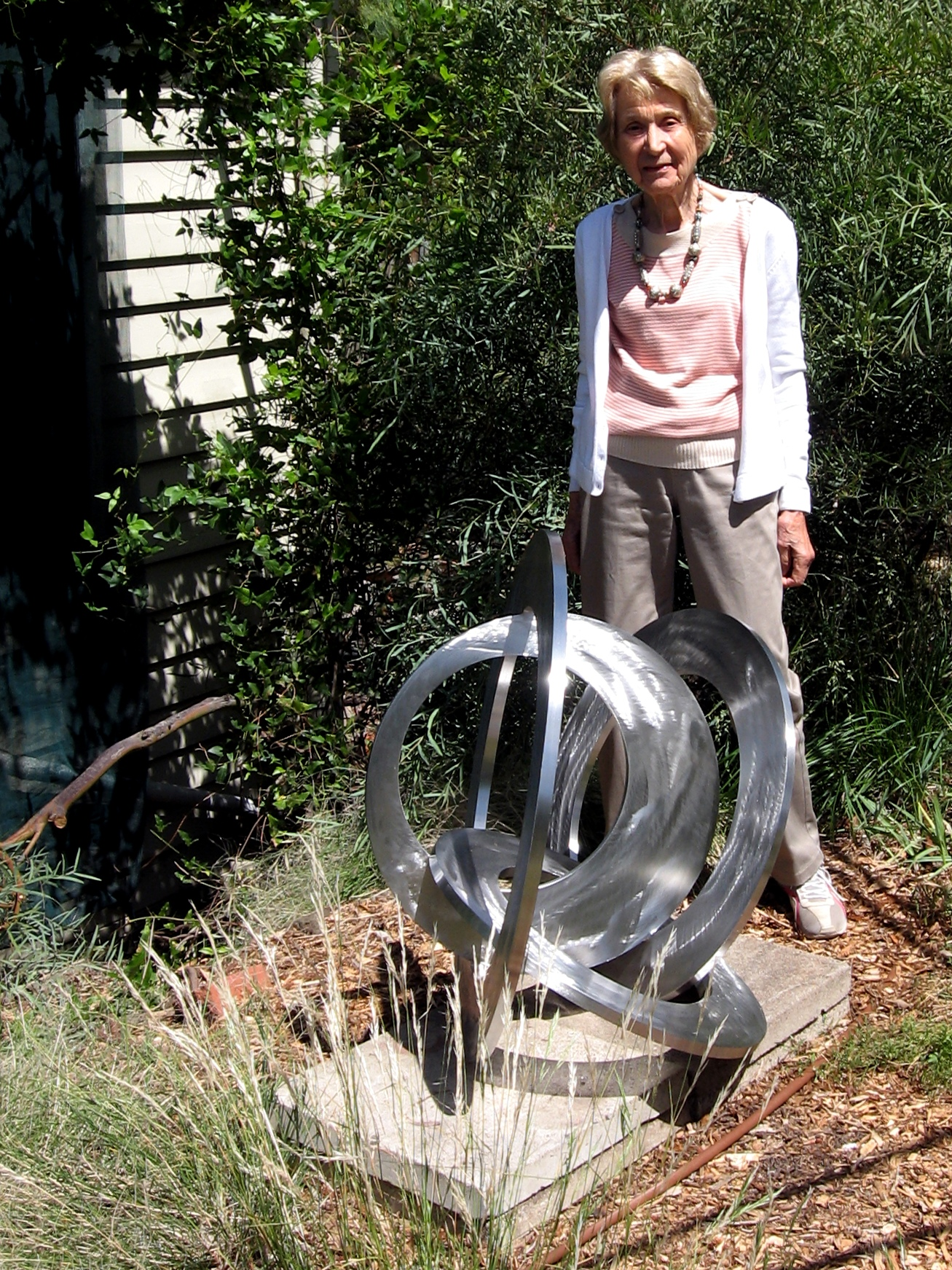
Inge King en Interlocked II (2009)

Inge King (Berlijn, 26 november 1915 – Melbourne, 24 april 2016) was een Australische beeldhouwster van Duitse herkomst.

## Leven en werk
Inge King, geboren Neufeld, groeide op in Berlijn en studeerde vanaf 1936 beeldhouwkunst bij Herman Nonnenmacher en vanaf 1937 aan de Berlijnse kunstacademie. Haar eerste inspiratiebronnen waren de expressionist Ernst Barlach en de Engelse beeldhouwer Jacob Epstein. In 1938 verliet zij de kunstacademie en op aanraden van vrienden verliet Inge Neufeld in 1939 nazi-Duitsland. Zij vertrok naar Londen, waar zij vanaf 1940 studeerde aan de kunstacademie. Al snel verliet zij Londen voor Schotland, waar zij haar opleiding voortzette in de beeldhouwklas van Benno Schotz aan de Glasgow School of Art in Glasgow. Haar eerste werk was een brons, genaamd Warsaw (1943), waarin zij haar indrukken van de Tweede Wereldoorlog verwerkte. Na de oorlog was zij werkzaam in Londen, waar zij in 1949 haar eerste tentoonstelling had. In 1950 kreeg Inge Neufeld de kans Parijs en New York te bezoeken, waar zij in aanraking kwam met het abstract expressionisme en kennismaakte met de kunstenaars Herbert Ferber, Barnett Newman en Mark Rothko. Na terugkeer in Londen huwde zij de Australische schilder Grahame King met wie zij in 1951, ondanks haar voorkeur voor de Verenigde Staten, naar Australië emigreerde. Inge King woont en werkt sindsdien in Warrandyte, een voorstad van Melbourne.
Haar eerste ervaringen in Australië met de moderne kunststromingen in de beeldhouwkunst waren zeer ontmoedigend; de vernieuwing die was gebracht door beeldhouwers als Henry Moore, Pablo Picasso en Constantin Brâncuşi was aan Australië voorbijgegaan. In 1953 richtte Inge King in Melbourne met de beeldhouwers Julius Kane, Clifford Last en Norma Redpath de beweging Group of Four op ter promotie van de moderne, abstracte beeldhouwkunst met industriële materialen en met gebruikmaking van geometrische vormen. Zij werkte aanvankelijk met de materialen hout en steen, maar ontdekte in 1959 het autogeen lassen. Vanaf 1960 tot laat in de jaren '80 maakte Inge King vrijwel uitsluitend monumentale werken in staal (vooral rvs) voor de openbare ruimte. In 1989 herontdekte zij brons en maakt zij kleinere werken als Joie de vivre (1989), Dansers (1990/1991) en Daedalus (1994).

## Centre Five group
In 1961 werd tijdens een bijeenkomst, die was georganiseerd door Julius Kane, de Centre Five Group of sculptors of Centre 5 opgericht. De Centre 5 Group werd genoemd naar het vijfpuntenplan, dat tijdens de bijeenkomst werd opgesteld. Deelnemers aan deze afsplitsing van de Victorian Sculptors' Society waren Clifford Last, Inge King, Norma Redpath, Vincas Jomantas, Teisutis Zikaras, Julius Kane en Lenton Parr. Een van de vijf punten was het contact met het publiek te verbeteren, hetgeen kon worden bereikt door groepsexposities. Omdat zij uit de Sculptors' Society traden, werden hun exposities als concurrentie gezien, hetgeen leidde tot een diepe verdeeldheid in de beeldhouwgemeenschap. De eerste groepstentoonstellingen vonden plaats in 1963, 1964 en 1965. Ook in 1974 en 1984 werden werken van deze beeldhouwers tijdens Centre 5-exposities getoond.

## Werken (selectie)
- Flower Dancer (1948), National Gallery of Victoria in Melbourne
- Great Gate (1962), Acton Campus Australian National University
- Oracle (1966)
- Encounter (1968), La Trobe University Sculpture Park, Melbourne-Bundura
- Fred Schonell Memorial Fountain (1971), Universiteit van Queensland
- Royal Australian Air Force Memorial (1973), Anzac Parade in Canberra
- Black Sun (1975), National Gallery of Victoria
- Dialogue of Circles (1976), La Trobe University Sculpture Park in Melbourne-Bundura
- Black Sun II (1976), Acton Campus Australian National University
- Forward Surge (1976), The Arts Centre in Melbourne - geplaatst in 1981
- Temple Gate (1976/77), Beeldenpark van de National Gallery of Australia in Canberra
- Lunar Image (1980), Museum and Art Gallery of the Northern Territory (MAGNT) in Darwin

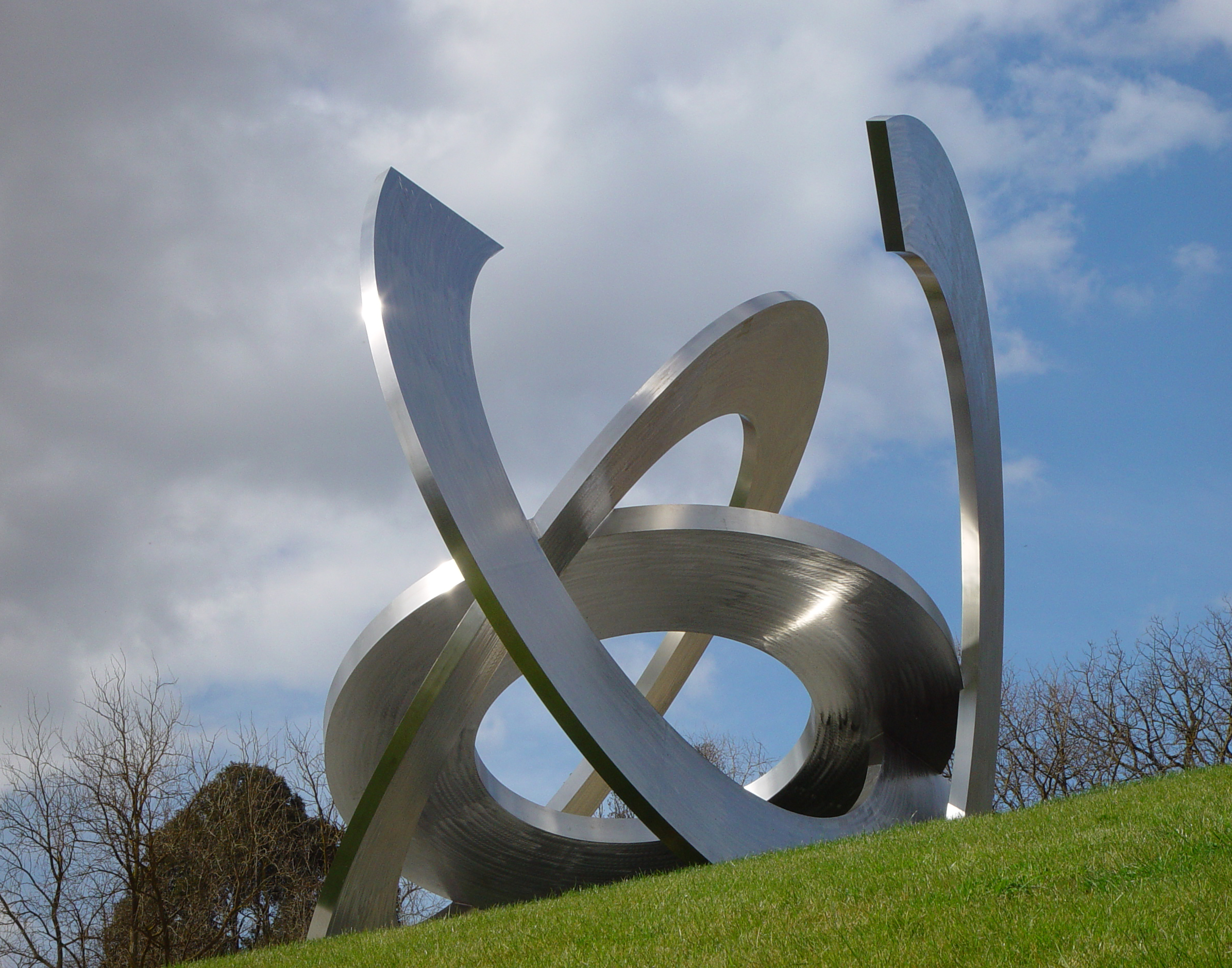
Rings of Saturn (2005/2006) in Melbourne

- Sun Ribbon (1982), Union Lawn, Universiteit van Melbourne
- Jabaroo (1984/1985), McClelland Gallery and Sculpture Park
- Silent Gong (1989), part. collectie
- Island Sculpture (1991), McClelland Gallery and Sculpture Park
- Shearwater (1994/1995), Southbank, Melbourne
- Guardian Angel(1995), Deakin Museum of Art, campus Universiteit van Deakin in Melbourne
- Moonbird (1999), residentie Prime Minister, The Lodge in Canberra (opdrachtgever Australia Fund)[1]
- The Sentinel (2000), Eastern Freeway in Melbourne
- Wandering Angel (2000), Beeldenpark van de National Gallery of Australia in Canberra
- Rings of Saturn (2005/2006), Heide Museum of Modern Art in Bulleen/Melbourne
- Rings of Jupiter (3) (2006), National Gallery of Victoria
- Red Rings (2008), Eastlink Motorway in Melbourne
- Interlocked II (2009), part. collectie in Melbourne

## Fotogalerij

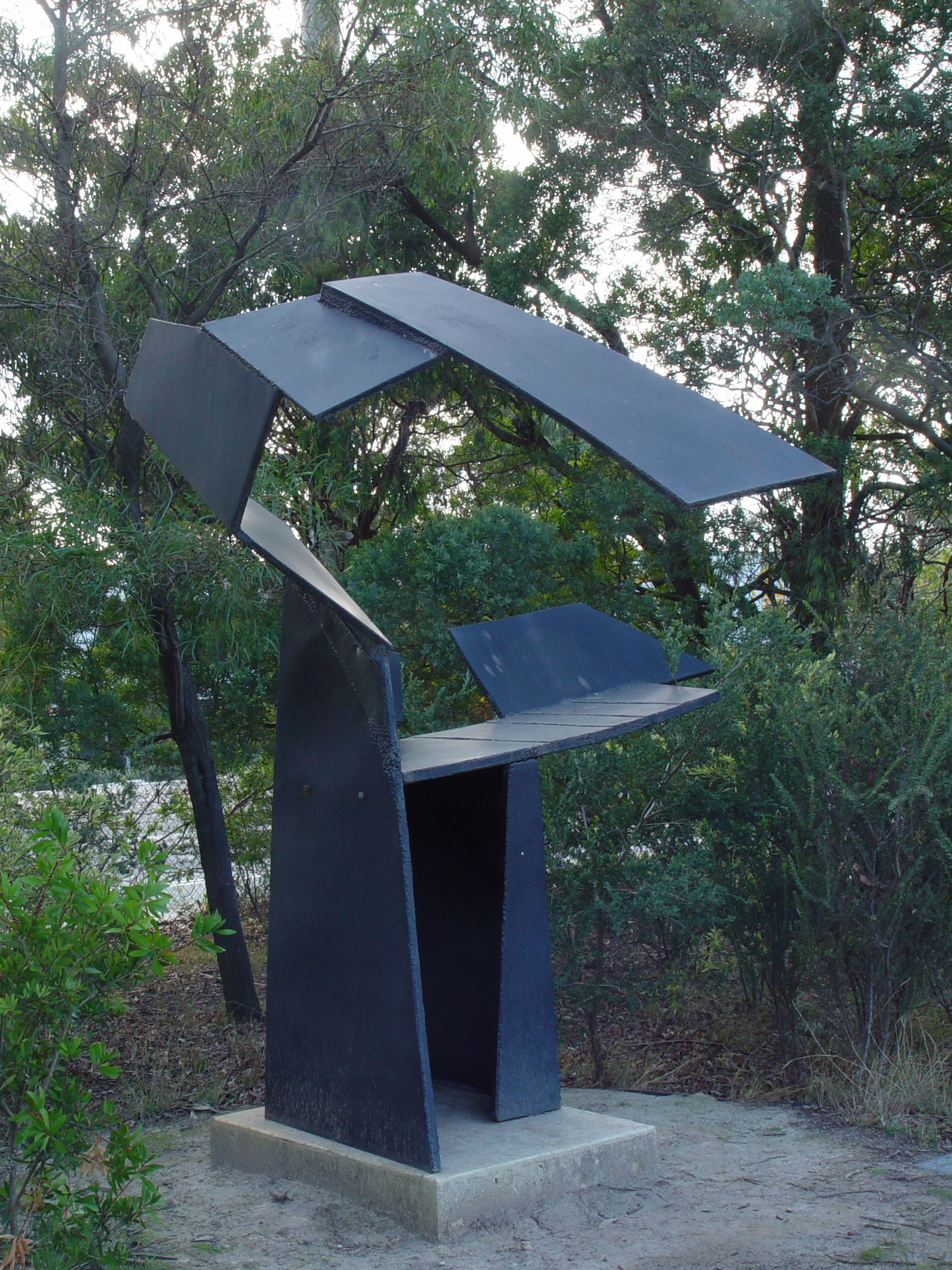
Flight Arrested (1964)
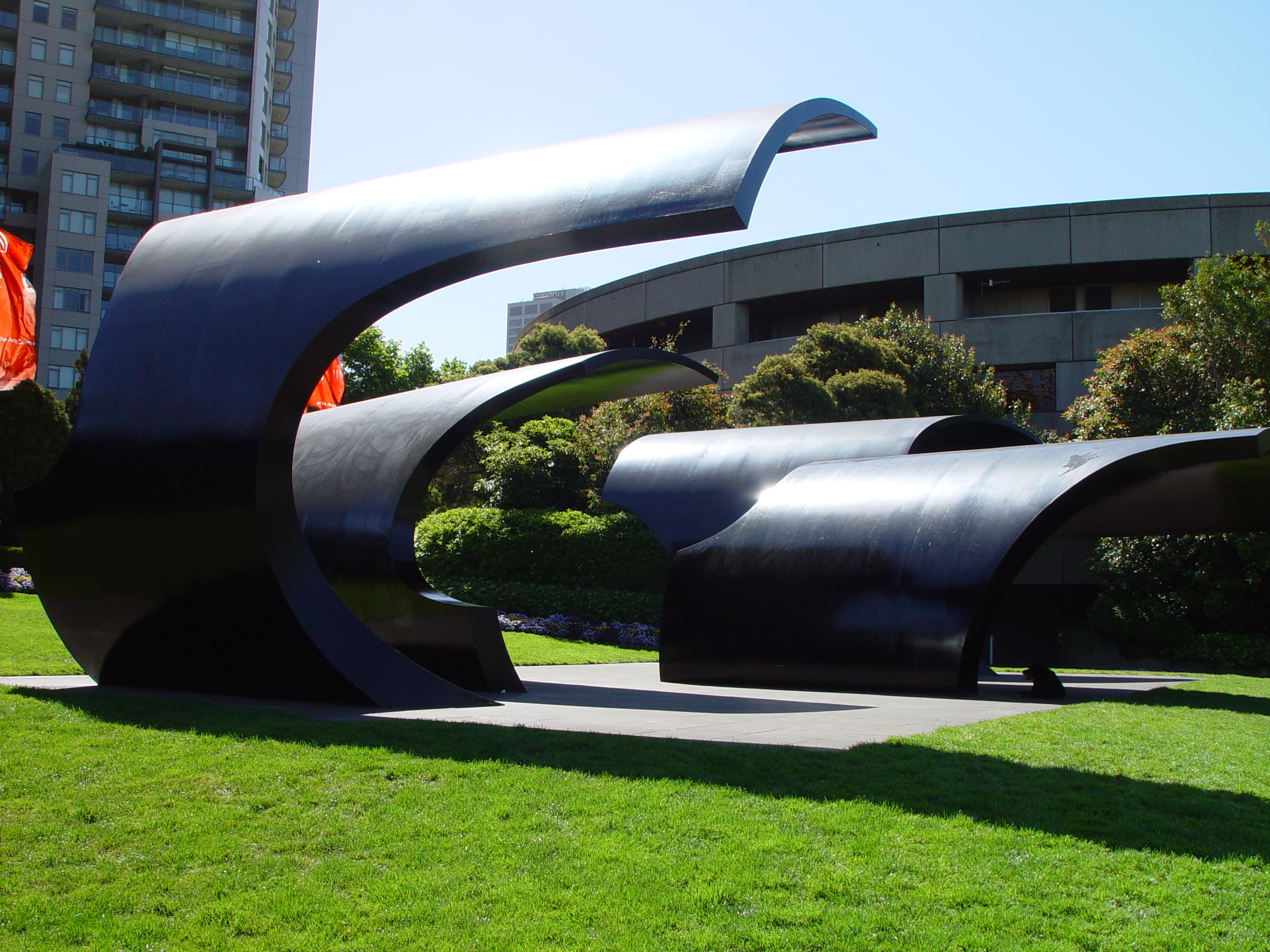
Forward Surge (1976), Melbourne Arts Centre in Melbourne
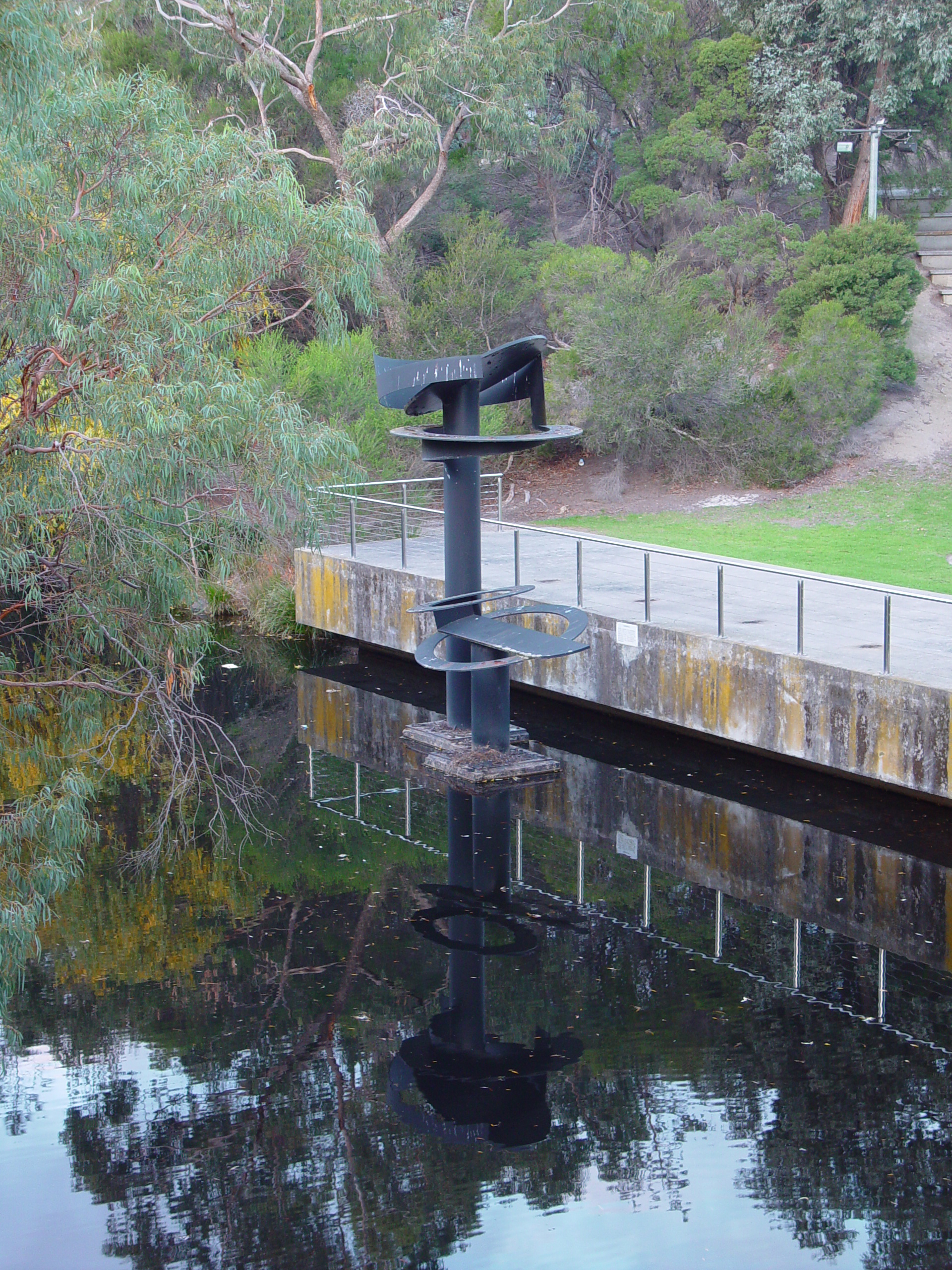
Dialogue of Circles (1976), La Trobe University
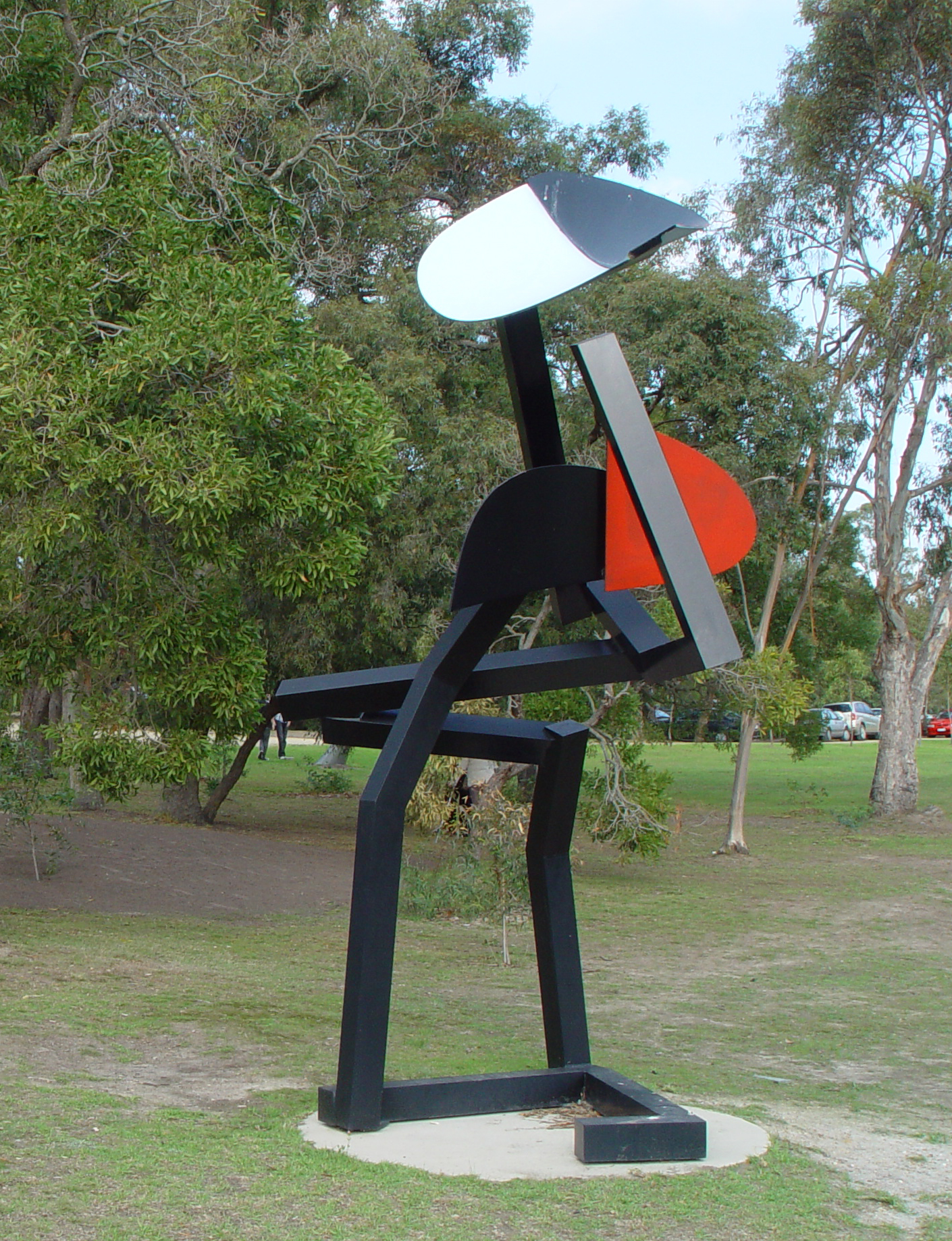
Jabaroo (1984/5), McClelland Gallery and Sculpture Park
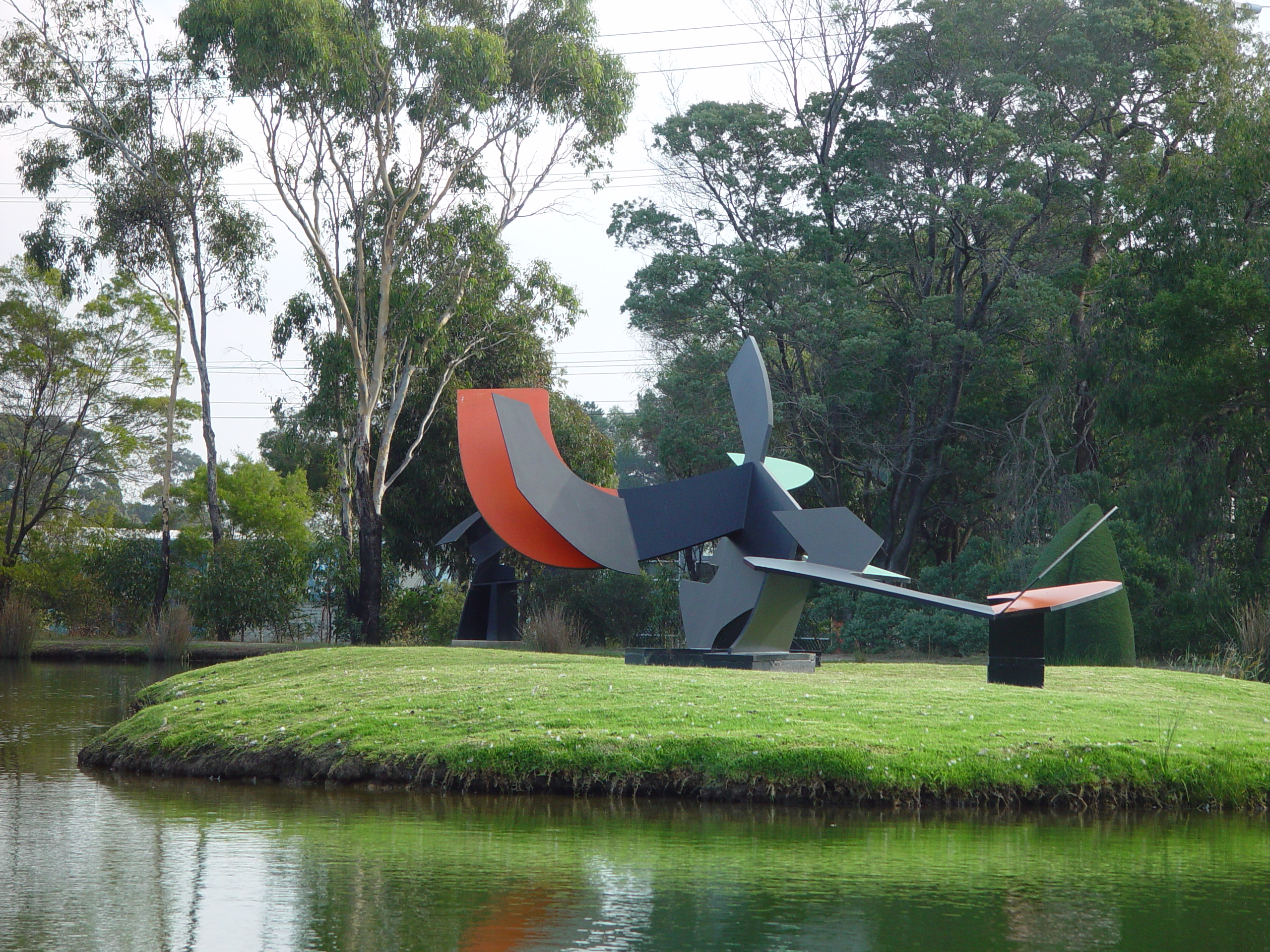
Island Sculpture (1991), McClelland Gallery and Sculpture Park
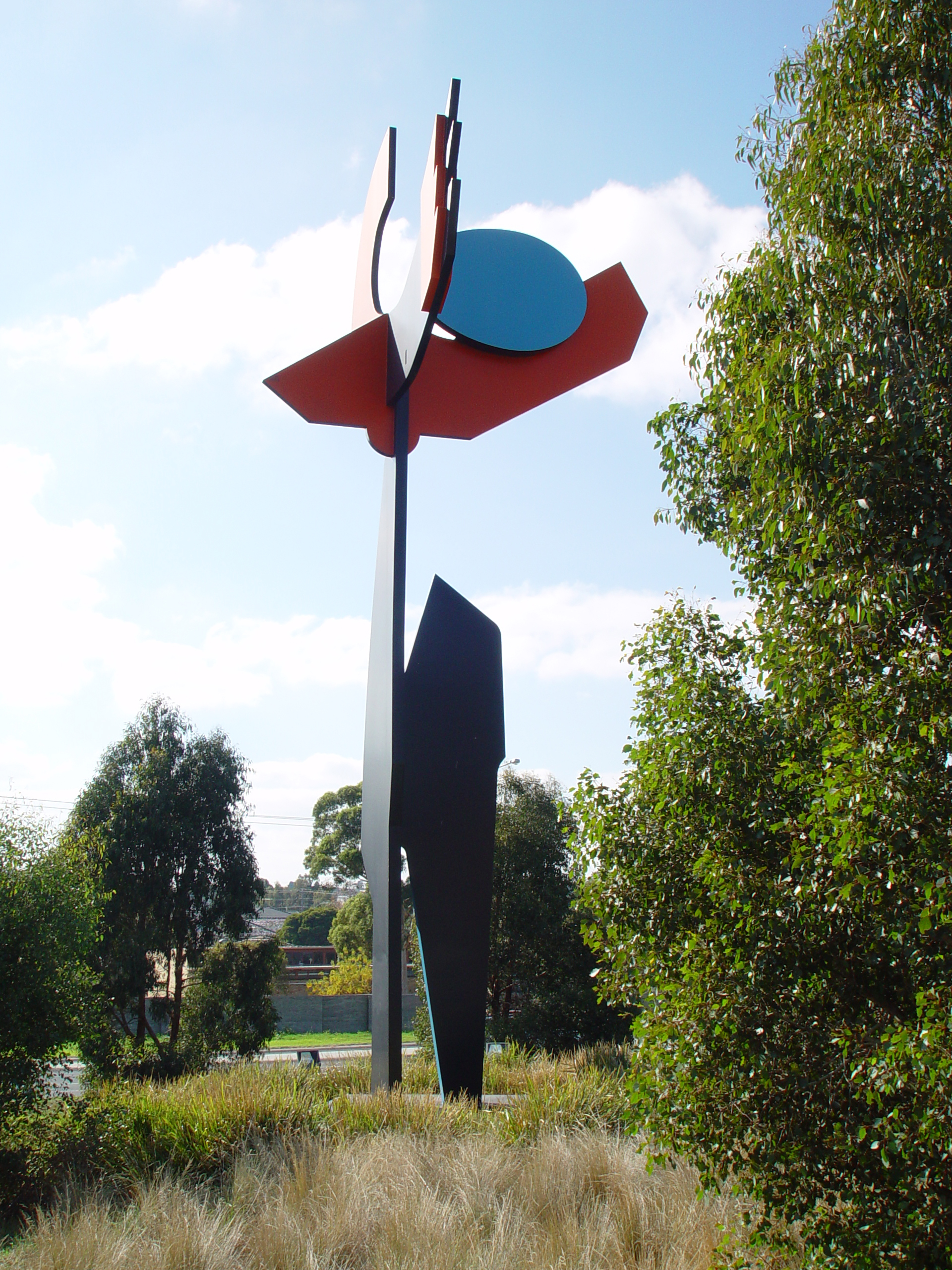
The Sentinel (2000), Eastern Freeway in Melbourne
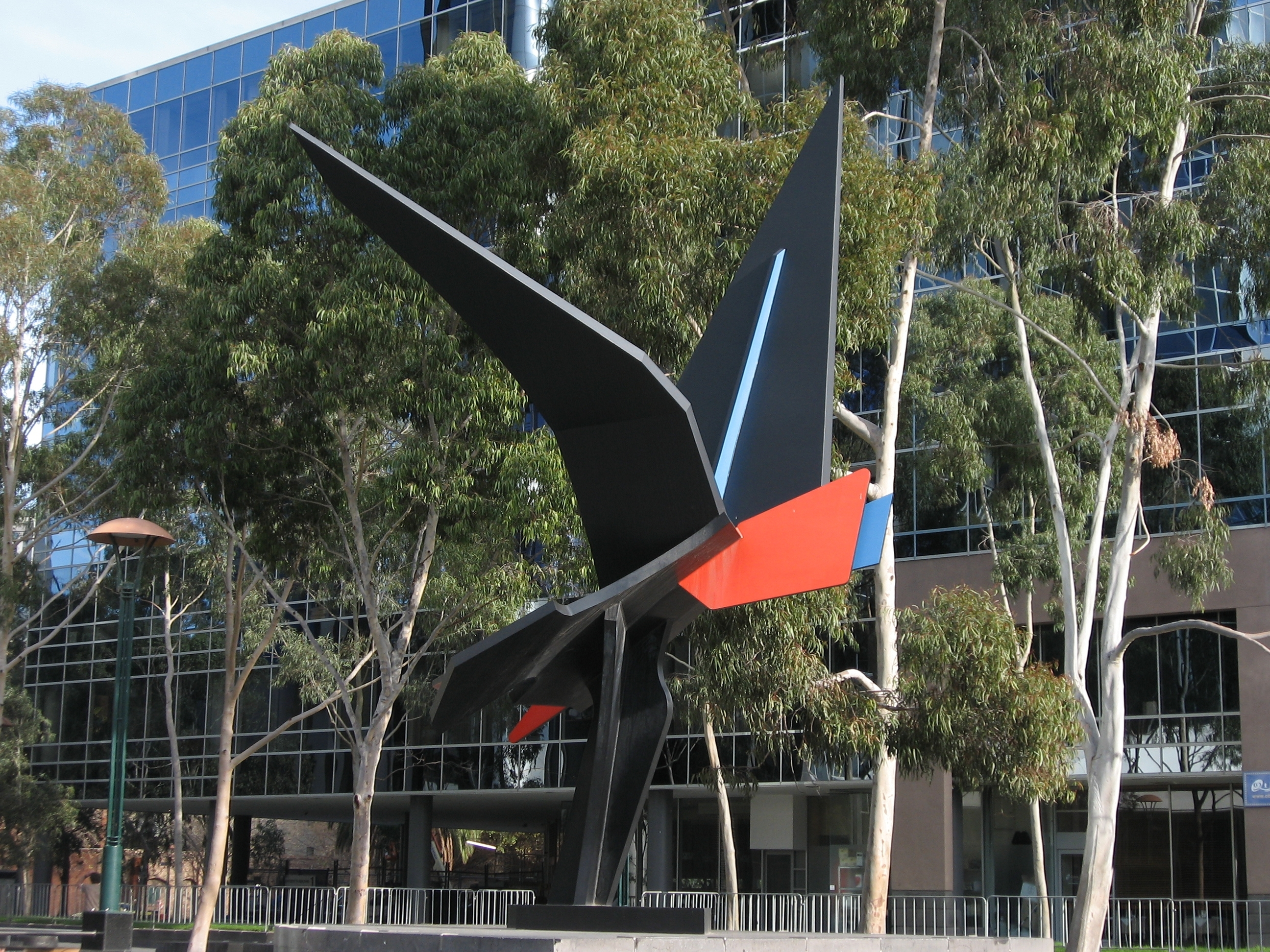
Shearwater (1994/5), Southbank Melbourne
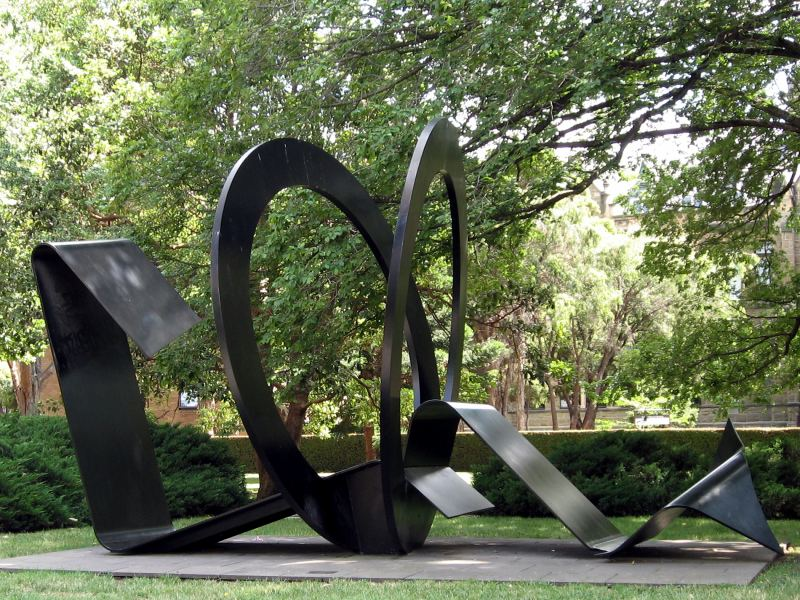
Sun Ribbon (1980), Universiteit van Melbourne